# كانديس بوشنيل
كانديس بوشنيل (مواليد 1 ديسمبر 1958)، مؤلفة وصحفية ومنتجة تلفزيونية أمريكية. كانت تكتب عموداً في نيويورك أوبزيرفر في 1994-1996، جمعت مقالاته في كتابيها الجنس والمدينة الذي تصدر أكثر الكتب مبيعاً، واقتبس عنه مسلسل إتش بي أو التلفزيوني الشهير، وفيلم الجنس والمدينة بجزئيه.
تتابعت أعمال بوشنيل التي تصدرت قوائم أفضل الأعمال مبيعاً ومنها روايات: «4 شقراوات» (2001)، «تداول للأعلى» (2003)، «غابة أحمر الشفاه» (2005)، «الجادة الخامسة الأولى» (2008)، يوميات كاري والصيف والمدينة (2011). اقتبست روايتين من رواياتها كمسلسلات تلفزيونية وهي غابة أحمر الشفاه (مسلسل) (2008-2009) على قناة إن بي سي ويوميات كاري (2013-2014) على ذا سي دبليو. كما اختيرت رواية الجادة الخامسة الأولى لتقديمها في عرض تلفزيوني آخر من قبل هيئة الإذاعة الأمريكية.

## حياتها الشخصية
ولدت بوشنيل في غلاستونبوري (كونيتيكت). وهي ابنة كالفين بوشنيل وكاميل سالونيا. كان والدها أحد مخترعي خلية الوقود الهيدروجيني المبردة بالهواء والتي استخدمت في رحلات أبولو الفضائية في الستينيات من القرن العشرين. يمكن تتبع أسلافها إلى فرانسيس بوشنيل، أحد الذين وقعوا على وثيقة غيلفورد وهو مهاجر من ثاتشام في بيركشاير، إنجلترا عام 1639. أما والدتها فهي من أصول إيطالية.
أثناء دراستها في المدرسة الثانوية في غلاستونبيري، ترافقت مع مايك أوميرا وهو الآن مذيع مضيف في إذاعة محلية، وكان يواعد أختها لولي أيضاً. التحقت كانديس بجامعة رايس وجامعة نيويورك. انتقلت إلى نيويورك أواخر عقد السبعينيات. عام 1995، التقت بمدير النشر رون غالوت الذي أصبح مصدر إلهامها لتشكيل شخصية «مستر بيغ» في رواية الجنس والمدينة.
تزوجت بوشنيل من تشارلز آسكيغارد واستمر زواجهما من عام 2002 حتى 2012، وهو راقص رئيسي في فرقة باليه مدينة نيويورك، وكان يصغرها بعشرة أعوام، وكانت قد التقت به قبل ثمانية أسابيع من الزواج. وقد قررا الانفصال عام 2011.

## المهنة
انتقلت بوشنيل إلى مدينة نيويورك في سن التاسعة عشرة، وباعت قصة أطفال (لم تنشر قط) لسايمون وشوستر. استمرت في الكتابة والعمل كصحفية مستقلة لعدة دور نشر لعدة سنوات. بدأت الكتابة لصحيفة نيويورك أوبزيرفر عام 1993. ابتكرت عموداً فكاهياً للصحيفة نشرت فيه عامين 1994 -1996 بعنوان «الجنس والمدينة»، وقد استندت مقالاتها على تجاربها الشخصية الخاصة وتجارب أصدقائها. عام 1997، نشرت مقالات عمود بوشنيل في كتاب مختارات بعنوان الجنس والمدينة وسرعان ما أصبح الأساس الذي اقتبس عنه مسلسل تلفزيون إتش بي أو بنفس العنوان. بثّ المسلسل بين عامي 1998 و2004 وكان من بطولة سارة جيسيكا باركر بدور كاري برادشو، وهي كاتبة صحفية عن الحياة الجنسية ونمط الحياة النيويوركية النشطة، وقد استخدمتها بوشنيل كشخصية أنا أخرى. حوّل المسلسل إلى فلمين بعنوان الجنس والمدينة (فيلم) عامي 2008 و2010.
عام 2005، اشتركت بوشنيل في لجنة تحكيم برنامج تلفزيون الواقع «ويكدلي بيرفيكت» على شاشة سي بي إس. بدأت عملاً كمضيفة لبرنامج حواري أسبوعي يبث على الهواء مباشرةً في إذاعة سيريوس ساتلايت عام 2007. ثم ألغي هذا البرنامج وكان عنوانه «الجنس والنجاح والإحساس» أواخر عام 2008، بعد أن دمجت إذاعة سيريوس مع إذاعة إكس إم ساتلايت، حيث طلب منها الاستمرار في البرنامج بتخفيض 50% من الراتب إلا أنها رفضت. فازت بوشنيل بجائزة «ذا ماتريكس» عام 2006 للكتب، وحازت إيضاً جائزة روح ألبرت أينشتاين للإنجاز. عام 2009، كتبت مسلسلاً على شبكة الإنترنت، وهو مسلسلاً كوميدياً عن امرأة تجاوزت الأربعين من عمرها تتعامل مع مشاكل مكان العمل، كان من بطولة جيني جارث.
اقتبس عن رواية بوشنيل غابة أحمر الشفاه التي صدرت عام 2005 مسلسلاً تلفزيونياً، عرض على قناة إن بي سي العالمية عام 2008 وكان من بطولة بروك شيلدز؛ إلا أن المسلسل ألغي بعد عرض 20 حلقة. عام 2009 كتبت مقالات لمجلة «مور» التي تصدر عن دار مريديث.
تعاقد هاربر كولنز مع بوشنيل عام 2008 لكتابة سلسلة من كتابين موجهين للشبابا، عن سنوات المرحلة الثانوية من حياة كاري برادشو إحدى شخصيات رواية الجنس والمدينة. صدرت السلسلة الأولى بعنوان يوميات كاري ونشرت في نيسان (أبريل) 2010. أما السلسلة الأخرى فكانت الصيف والمدينة ونشرت في نيسان (أبريل) 2011.

## قائمة منشورات
- (1996) الجنس والمدينة (كتاب)، (ردمك 9053339876)
- (2000) 4 شقراوات، (ردمك 9041760261) nur 302
- (2003) التداول للأعلى (رواية)
- (2005) غابة أحمر الشفاه (رواية)، (ردمك 9789044610482)
- (2008) جادة الخمس
- (2010) يوميات كاري
- (2011) الصيف والمدينة
- (2015) قتل مونيكا

## وصلات خارجية
- الموقع الرسمي
- كانديس بوشنيل على موقع IMDb (الإنجليزية)
- كانديس بوشنيل على موقع الموسوعة البريطانية (الإنجليزية)
- كانديس بوشنيل على موقع ميوزك برينز (الإنجليزية)
- كانديس بوشنيل على موقع إن إن دي بي (الإنجليزية)
- كانديس بوشنيل على موقع قاعدة بيانات الفيلم (الإنجليزية)
- TehelkaTV مقابلة تلفزيونية– In conversation with Pragya Tiwari on being a woman and writing about it, Jan 2011
- Limited online archive of Bushnell's column in The Observer